# 배자
배자(褙子)는 남성과 여성 모두가 저고리 위에 입는 한국 전통 조끼의 일종이다. 일반적으로 민소매의 형태이지만 일부 배자는 소매가 짧은 형태도 있었다. 조선 시대에 입었으며, 오늘날까지도 일부 계속 사용되고 있다.  조선시대에는 배자의 일부 형태가 중국 명나라 때부터 왕실에 하사한 의복으로 소개되었다.

## 같이 보기
- 한복
- 저고리